# Knapendorf
Knapendorf is een plaats en voormalige gemeente in de Duitse deelstaat Saksen-Anhalt, en maakt deel uit van de Landkreis Saalekreis.
Knapendorf telt 540 inwoners.